# Niżnieje Kujto
Niżnieje Kujto (ros. Нижнее Куйто; fiń. Ala-Kuittijärvi) – jezioro w europejskiej części Rosji, w północno-zachodniej Karelii, jedno z trzech jezior Kujto. Zajmuje powierzchnię 141,3 km². Linia brzegowa ma 124 km. Średnia głębokość wynosi 9,4 m, natomiast głębokość maksymalna sięga 33 m. Na jeziorze znajduje się 48 wysp o łącznej powierzchni 1,6 km². Do jeziora uchodzi rzeka Kiem.